# Al-Chafsa
Al-Chafsa (arab. الخفسة) – miasto w Syrii, w muhafazie Aleppo. W 2004 roku liczyło 5393 mieszkańców.
W czasie wojny domowej w Syrii miasto zostało zajęte przez Państwo Islamskie. Armia rządowa odbiła miejscowość 8 marca 2017 roku.